# Euxoa sparsa
Euxoa sparsa là một loài bướm đêm trong họ Noctuidae.